# 익산 어래산성
익산 어래산성(益山 御來山城)은 대한민국 전북특별자치도 익산시 웅포면 입점리에 있는 삼국시대의 산성이다. 2000년 12월 29일 전북특별자치도의 문화재자료 제173호로 지정되었다.

## 개요
이 산성은 당나라 소정방이 백제를 정벌할 때 쌓은 성으로 전해지고 있으나, 주변의 함라산성, 도청산성 등과 함께 백제시대에 축성된 것으로 추정되고 있다.
동쪽 능선과 서쪽의 사면을 감싼 테뫼식 토성으로 성벽이 잘 보존되어 있으며, 인근의 《익산 입점리 고분》과 관련이 있는 것으로 추정되고 있다.
산성의 둘레는 485m 정도로서 남문지와 동문지가 남아 있고, 성의 외부에는 5m 내외의 회랑도가 있다.

## 현지 안내문
어래산성은 함열구지(咸悅舊誌)에 의하면 "당 소정방이 백제를 정벌할 때 쌓은 성"으로 기록하고 있으나 주변의 함라산성, 도청산성, 관원산성과 더불어 백제시대에 금강유역 방어를 위해 축성된 것으로 판단되며 지표조사에서도 백제시대 토기와 기와편이 수습되어 이를 뒷받침해주고 있다. 
함라산에서 뻗어 내린 해발 180m의 봉우리 9부 능선과 남측의 계곡을 감싸는 태뫼식 성으로 둘레는 485m이며 남문지와 동문지가 남아 있다. 성의 규모가 작고 태뫼식 산성이며 주변에서 축성재료로 보이는 석재를 확인할 수 없음으로 토성일 것으로 판단된다.

## 같이 보기
- 소정방
- 익산 입점리 고분 - 사적 제347호

## 참고 자료
- 익산 어래산성 - 국가유산청 국가유산포털